# Prosimulium faurei
Prosimulium faurei is een muggensoort uit de familie van de kriebelmuggen (Simuliidae). De wetenschappelijke naam van de soort is voor het eerst geldig gepubliceerd in 1972 door Bernard, Grenier & Bailly-Choumara.